# Mauereidechsen
Mauereidechsen (Podarcis: von ποδάρκης „schnellfüßig“) gehören zu den Echten Eidechsen (Lacertidae). Sie ähneln Vertretern der Gattung Lacerta, zu der sie bis in die 1970er Jahre gezählt wurden.

## Verbreitung
Die Arten leben rund um das Mittelmeer und in Vorderasien. Die Mauereidechse (Podarcis muralis) kommt auch in Deutschland, Österreich und der Schweiz vor. In Karlsruhe wurde zudem die Ruineneidechse (Podarcis siculus) eingeführt. Einige Arten sind auf bestimmten Mittelmeerinseln endemisch (etwa P. filfolensis oder P. lilfordi) und haben ein entsprechend sehr kleines Verbreitungsgebiet.

## Merkmale
Mauereidechsen ähneln den Eidechsen der Gattung Lacerta stark, unterscheiden sich von ihnen aber durch den Bau ihres Schädels, den Hemipenis und durch die Fortsätze der Schwanzwirbel. Es sind kleine bis mittelgroße Eidechsen, die zumeist bräunlich oder grünlich gefärbt sind. Die Zeichnung der Weibchen besteht vor allem aus hellen, seltener aus dunklen Seitenstreifen, während sie bei den Männchen durch ein Muster von Punkten und Flecken abgelöst wird. Das sogenannte Halsband, ein beschupptes Querband, das die Kehle von den Brustschuppen trennt, ist stets deutlich zu sehen und meist schwach gesägt. Die Rückenschuppen sind schwach gekielt. Bei der Adriatischen Mauereidechse, der Taurischen Eidechse und der Ruineneidechse gibt es einfarbige Formen. Einige Inselformen der Balearen-Eidechse, der Ruineneidechse, der Malta-Mauereidechse, der Adriatischen Mauereidechse und der Pityusen-Eidechse sind melanistisch. Tiere derselben Art auf eng benachbarten Inseln können so unterschiedlich aussehen, dass sie als eigenen Unterarten klassifiziert werden.

## Arten

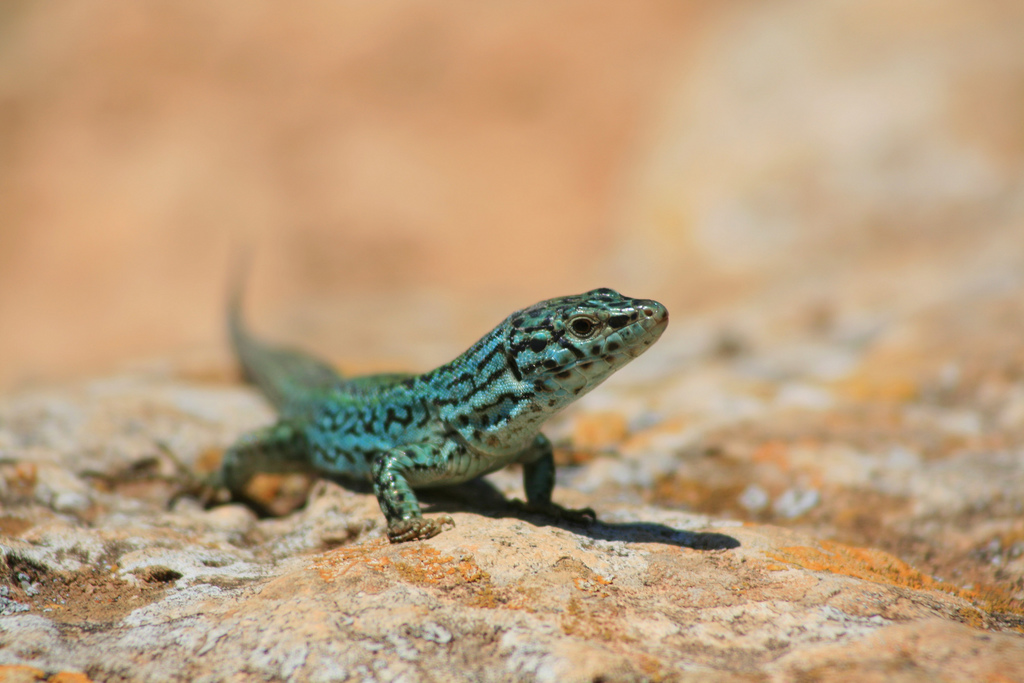
Pityusen-Eidechse

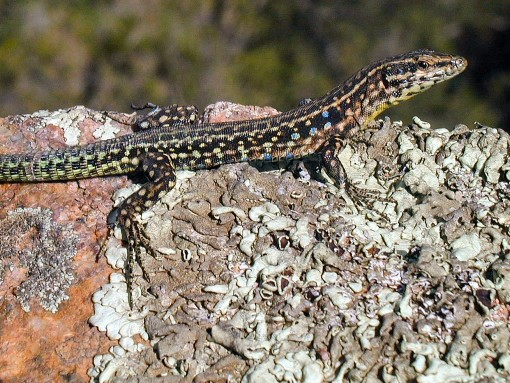
Tyrrhenische Mauereidechse

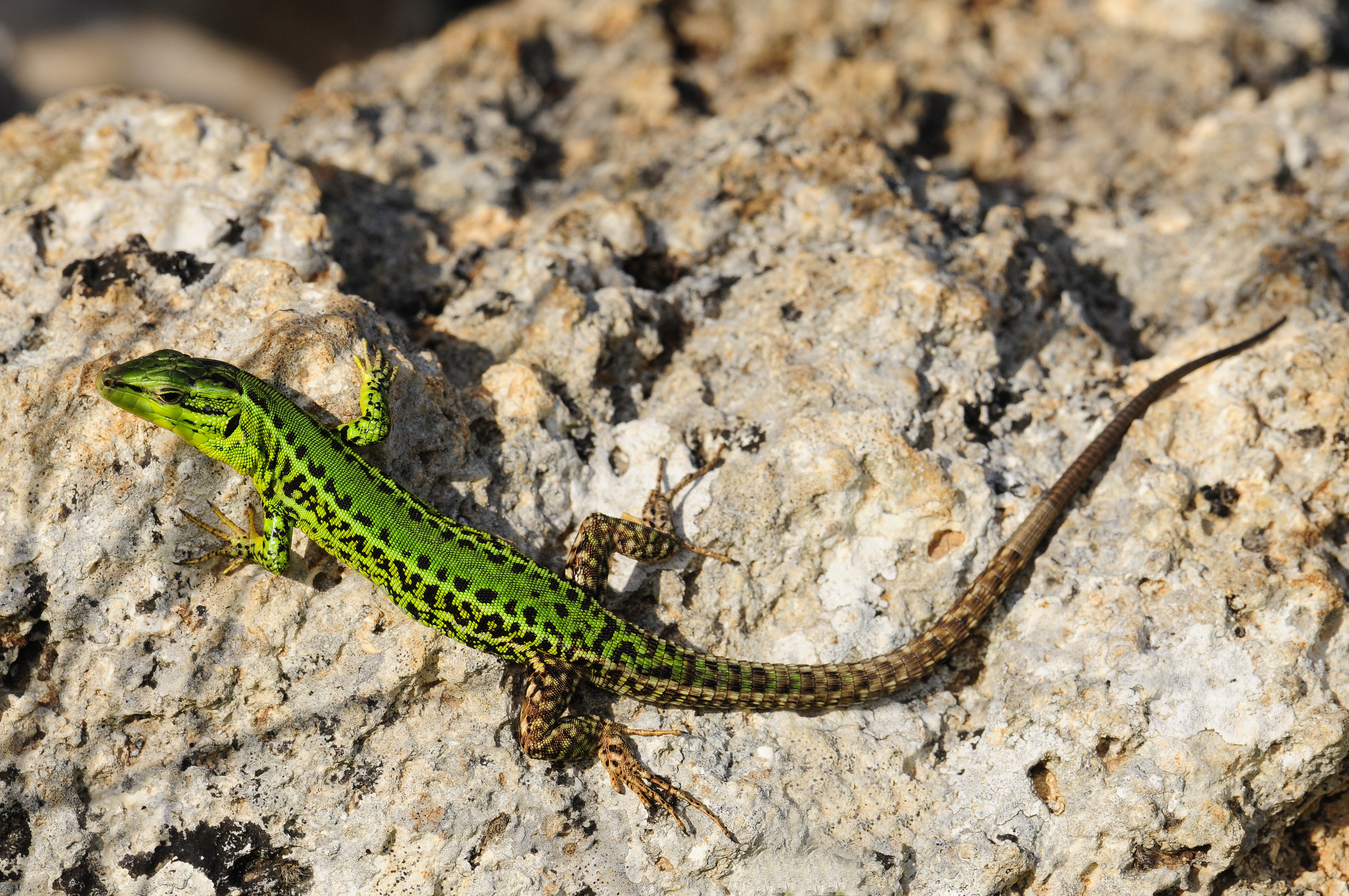
Sizilianische Mauereidechse

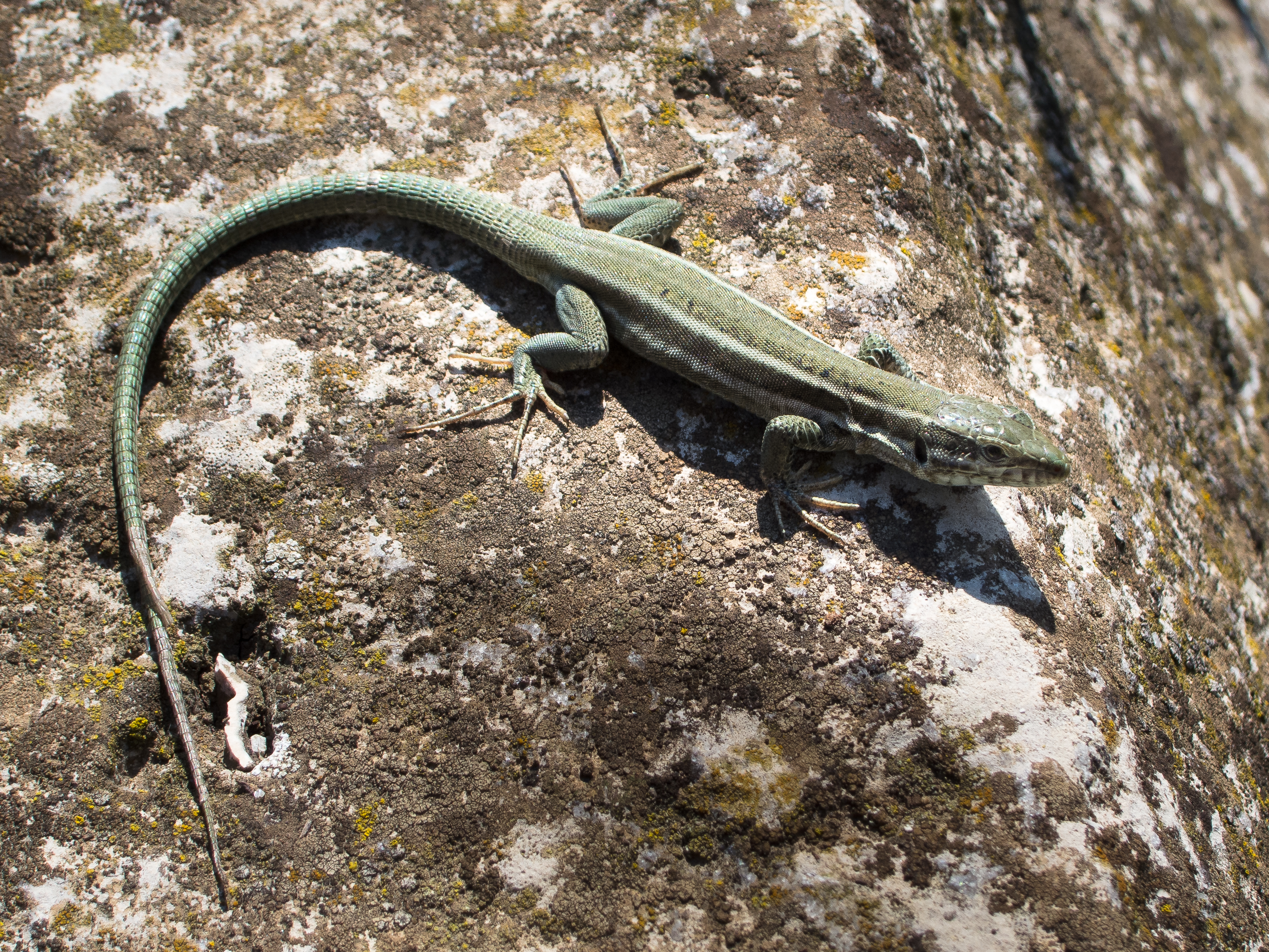
Mauereidechse mit nachgewachsenem Schwanz

- Bocages Mauereidechse (Podarcis bocagei (Seoane, 1885))
- Carbonell-Mauereidechse (Podarcis carbonelli Perez Mellado, 1981)
- Kreta-Mauereidechse (Podarcis cretensis (Wettstein, 1952))
- Kykladen-Mauereidechse (Podarcis erhardii (Bedriaga, 1882))
- Malta-Mauereidechse (Podarcis filfolensis (Bedriaga, 1876))
- Skyros-Mauereidechse (Podarcis gaigeae (Werner, 1930))
- Podarcis guadarramae (Boscá, 1916)
- Iberische Mauereidechse (Podarcis hispanicus (Steindachner, 1870))
- Pori-Mauereidechse (Podarcis levendis Lymberakis, Poulakakis, Kaliontzopoulou, Valakos & Mylonas, 2008)
- Balearen-Eidechse (Podarcis lilfordi (Günther, 1874))
  - † Podarcis lilfordi rodriquezi (Müller, 1927)
- Katalanische Mauereidechse (Podarcis liolepis (Boulenger, 1905))
  - Columbretes-Mauereidechse (Podarcis liolepis atrata (Boscá, 1916))
- Podarcis lusitanicus Geniez, Sa-Sousa, Guillaume, Cluchier & Crochet, 2014[1]
- Adriatische Mauereidechse (Podarcis melisellensis (Braun, 1877))
- Milos-Mauereidechse (Podarcis milensis (Bedriaga, 1882))
- Mauereidechse (Podarcis muralis (Laurenti, 1768))
- Peloponnes-Mauereidechse (Podarcis peloponnesiacus (Bibron & Bory, 1833))
- Pityusen-Eidechse (Podarcis pityusensis (Boscá, 1883))
- Äolische Mauereidechse (Podarcis raffoneae (Mertens, 1952))
- Ruineneidechse (Podarcis siculus (Rafinesque-Schmaltz, 1810))
- Taurische Eidechse (Podarcis tauricus (Pallas, 1814))
- Tyrrhenische Mauereidechse (Podarcis tiliguerta (Gmelin, 1789))
- Südiberische Mauereidechse (Podarcis vaucheri (Boulenger, 1905))
- Podarcis virescens Geniez, Sa-Sousa, Guillaume, Cluchier & Crochet, 2014
- Sizilianische Mauereidechse (Podarcis waglerianus Gistel, 1868)